# Михайловка (Колыванский район)
Михайловка — деревня в Колыванском районе Новосибирской области. Входит в состав Пихтовского сельсовета.

## География
Площадь деревни — 19 гектаров.

## Население
| 2002 | 2007 | 2010 |
| ---- | ---- | ---- |
| 25   | ↘23  | ↘16  |

## Инфраструктура
В деревне по данным на 2007 год отсутствует социальная инфраструктура.